# Dragoste infinită (serial)
Dragoste infinită este un serial turcesc dramatic difuzat de canalul turc Star TV. Serialul descrie povestea tânărului inginer miner Kemal, interpretat de Burak Özçivit, care își schimbă viața după ce se confruntă cu un dezastru de la mină.

## Distribuție
| Actor                 | Personaj               | Despre personal |
| Burak Özçivit         | Kemal Soydere †        | Inginer de minereuri. Tatăl său Hüseyin și mama sa Fehime au trei copii. Tarık este fratele mai mare, care este invidios pe Kemal, iar Zeynep sora sa mai mică. Valorile familiale au perspective. |
| Neslihan Atagül       | Nihan Sezin            | Locuiește în cartietul Yeniköy ca Kemal, însă spre plajă. Este fiica lui Önder și Vildan Sezin, oameni prestigioși. Are un frate geamăn, Ozan. Veselă, plină de viață, este o fată firavă. Este bogată și are o viață strălucitoare, până la un moment dat...                                                   |
| Kaan Urgancıoğlu      | Emir Kozcuoğlu         | Este soțul lui Nihan. Bogat, viclean și nepoliticos. Este fratele mai mare a lui Asu, fiul lui Galip și Mujgan Kozcuoglu. |
| Zerrin Tekindor       | Leyla Acemzade         | O femeie ce locuiește singură întru-un conac vechi. Este plină de viață, dar nu-i place să vorbească despre trecut. În ciuda diferenței de vârstă ea și Kemal, sunt buni prieteni. Ea și Ayhan Kandarli s-au căsătorit în sezonul 2. Este, de asemenea, sora mai mare a lui Vildan și mătușa lui Nihan și Ozan. |
| Melisa Aslı Pamuk     | Asu Alacahan Kozcuoglu | L-a cunoscut pe Kemal atunci când a venit în Zongludak. Ca moștenitor, nu avea nici un drept, și toată moștenirea a trecut în posesia lui Kemal. Pe un timp îndelungat era căsătorită cu Kemal și din această cauză, Nihan era invidioasă pe ea.                                                                |
| Orhan Güner           | Hüseyin Soydere        | Este tatăl lui Kemal. Prietenos, grijuliu, muncitor. Este frizer de profesie. Negustor foarte iubit și respectat. Este un om foarte drept și își iubește mult copiii. O persoană onorabilă. |
| Zeyno Eracar          | Fehime Soydere         | Mama lui Kemal. Blândă și inteligentă. Are grijă de familie și de casă. |
| Rüzgar Aksoy          | Tarik Soydere          | Fratele lui Kemal și cel mai mare copil în familia Soydere. |
| Hazal Filiz Küçükkose | Zeynep Soydere         | Sora mai mică a lui Tarik și Kemal și cel mai mic copil din familia Soydere. Fosta soție a lui Ozan și soția lui Emir. |
| Kürșat Alnıaçık       | Önder Sezin †          | Tatăl lui Nihan si Ozan. Moare de infarct când aude că Ozan a decedat. |
| Neșe Baykent          | Vildan Acemzade        | Mama lui Nihan. Nu îi convenea că Nihan îl place pe Kemal. Fițoasă, dar îndoliată adânc când Ozan moare. |
| Barıș Alpaykut        | Ozan Sezin †           | Fratele geamăn a lui Nihan. Prietenos. A murit în sezonul 1, ucis din greșeală de Tarik, fratele soției lui. A fost soțul lui Zeynep. |
| Burak Sergen          | Galip Kozcuoğlu        | Tatăl lui Emir. Este la fel ca fiul său. Este, de asemenea, gras și orgolios. |
| Ayșen İnci            | Müjgan Kozcuoğlu       | Mama lui Emir și Asu. A fost absentă foarte mult timp din cauză că a fost aruncată de pe acoperiș chiar de soțul ei, Galip. |
| Çağla Demir           | Banu Akmeriç           | Asistentă. A fost căsătorită cu Tarik, dar s-au despărțit în sezonul 2. |
| Ali Burak Ceylan      | Tufan Kaner †          | Asistentul lui Emir. A murit și el în cel de-al doilea sezon. |
| Gökay Müftüoğlu       | Salih                  | Prietenul lui Kemal. Era împreună cu Zeynep. |
| Metin Coșkun          | Hakkı Alacahan †       | Partenerul lui Kemal. |
| Nihan Așıcı           | Yasemin                | Prietena lui Nihan. |
| Erhan Alpay           | Hakan Tandrurak        | Comisar la secția de poliție. Are un frate mai mic, Safak, care trăiește în Londra. |
| Gizem Karaca          | Mercan Yılmaz          | Comisar la secția de poliție. Îi plăcea de Kemal, și din cauza asta Nihan e invidioasă pe ea. |